# Фасолевая зерновка
Зерновка фасолевая (лат. Acanthoscelides obtectus) — жук из семейства зерновок, вредитель зернобобовых культур.

## Внешний вид
Длина тела 2—5 мм. Жук имеет овальную форму и медно-бурую окраску. Кончики надкрылий и брюшко жёлто-красные.

## Размножение и развитие
Жуки фасолевой зерновки появляются в начале созревания бобов. Размножение происходит в поле и хранилищах при температуре 13—31 °С. В кладке в среднем 45 яиц. Самка выгрызает отверстие в созревшей фасоли и откладывает яйца группами в трещины. Спустя 1-2 недели вылупляются личинки. Они свободно ползают 4 суток, а потом вгрызаются в семена, где проходит их развитие вплоть до метаморфоза. При разной температуре цикл развития фасолевой зерновки длится от 34 до 60 суток. На юге этот жук даёт 3—4 поколения в год.

## Распространение
Обитают в Европе. В России в основном в Закавказье и Краснодарском крае. Также могут попадаться в южных районах Сибири.Также были обнаружены в Тамбовской области

## Значение для человека и меры борьбы

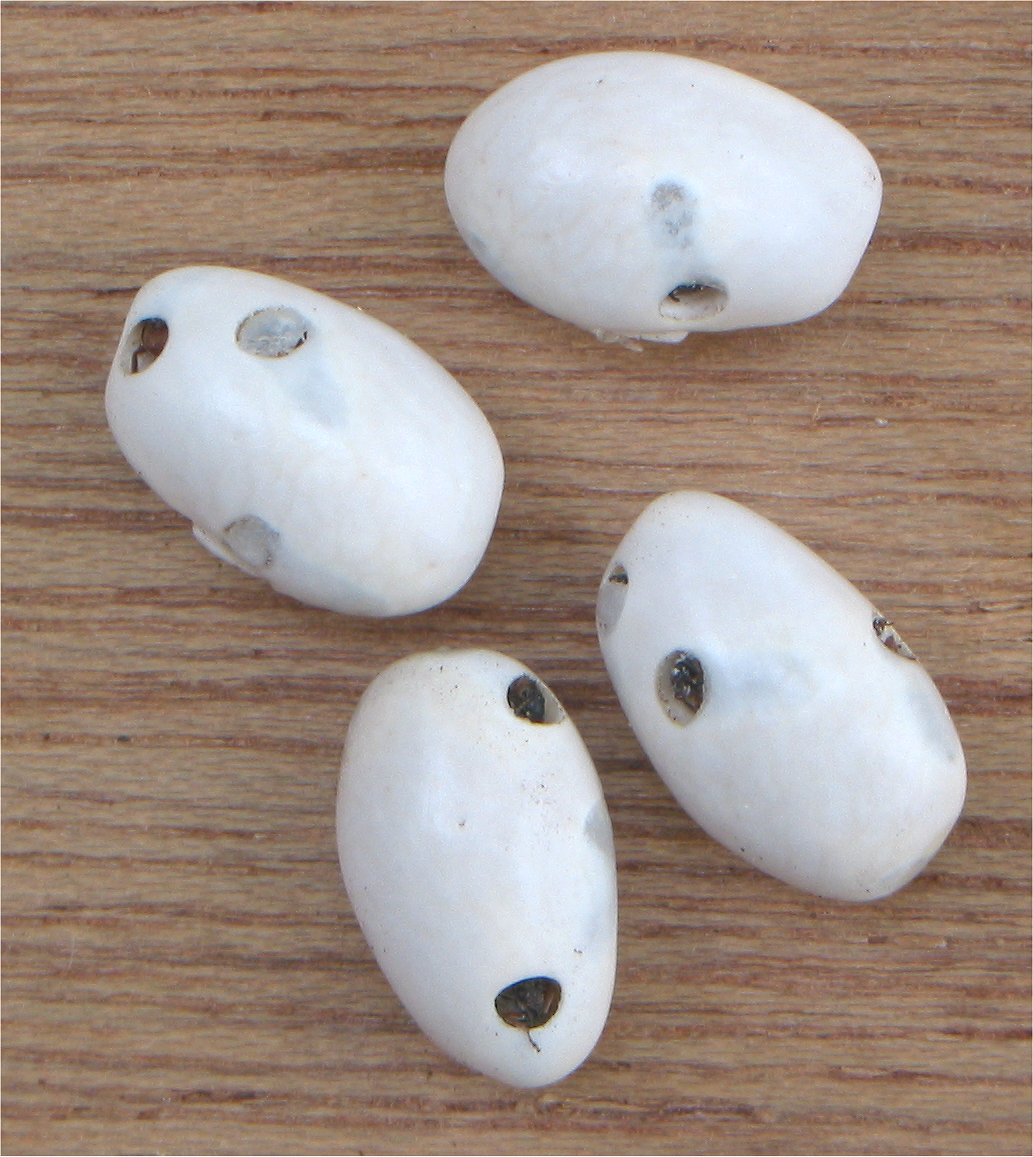
Поражённые зерновкой бобы

Поражает в основном фасоль, реже нут, чину, горох, чечевицу, конские бобы и сою. Ухудшает посевные и пищевые качества семян. Меры борьбы: химическая обработка посевов во время созревания бобов, послеуборочная вспашка, обеззараживание складов, обработка фасоли пестицидами, охлаждение и промораживание зараженной фасоли или нагревание семян до 48 °С в течение 20 минут.